# Рёмер + Рёмер

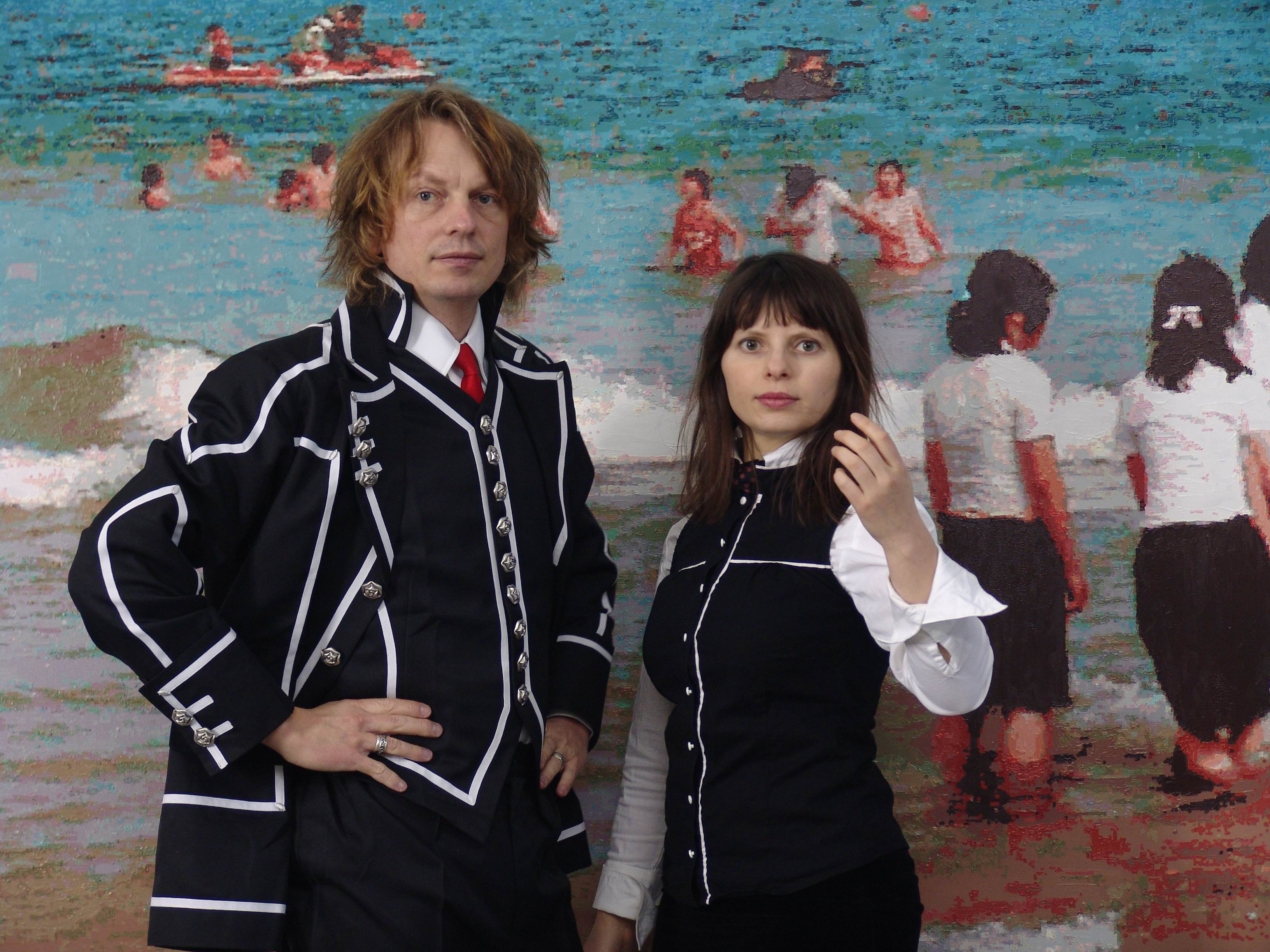
Нина и Торстен Рёмер (2010, сделано с автоспуском)

Рёмер + Рёмер (Нина и Торстен Рёмер) живут и работают как немецко-русский арт-дуэт в Берлине.

## Биография
Торстен Рёмер (р. 1968, Аахен) учился живописи в Художественной Академии Мюнстера у профессора Удо Шееля и в Дюссельдорфской академии художеств у профессоров Риссы, Зигфрида Анцингера, Хельмута Федерле и А. Р. Пенк. В 1996 он получил грант от Kunstverein Düsseldorf.
Нина Рёмер (урожд. Тангян, 1978, Москва, внучка советского писателя Юрия Трифонова и правнучка украинско-советского художника Амшея Нюренберга), училась живописи в Дюссельдорфской академии художеств у профессоров Хельмута Федерле и А. Р. Пенк.
Нина и Торстен Рёмер познакомились во время учёбы в Дюссельдорфской академии художеств и вместе закончили её с дипломом высшей квалификации мастеров живописи у А. Р. Пенк. В 1998 г. они начали работать как арт-дуэт Рёмер + Рёмер, а в 2000 г. переехали в Берлин. В 2011 г. они были награждены премией Лукаса Кранаха города Кронах.

## Творчество

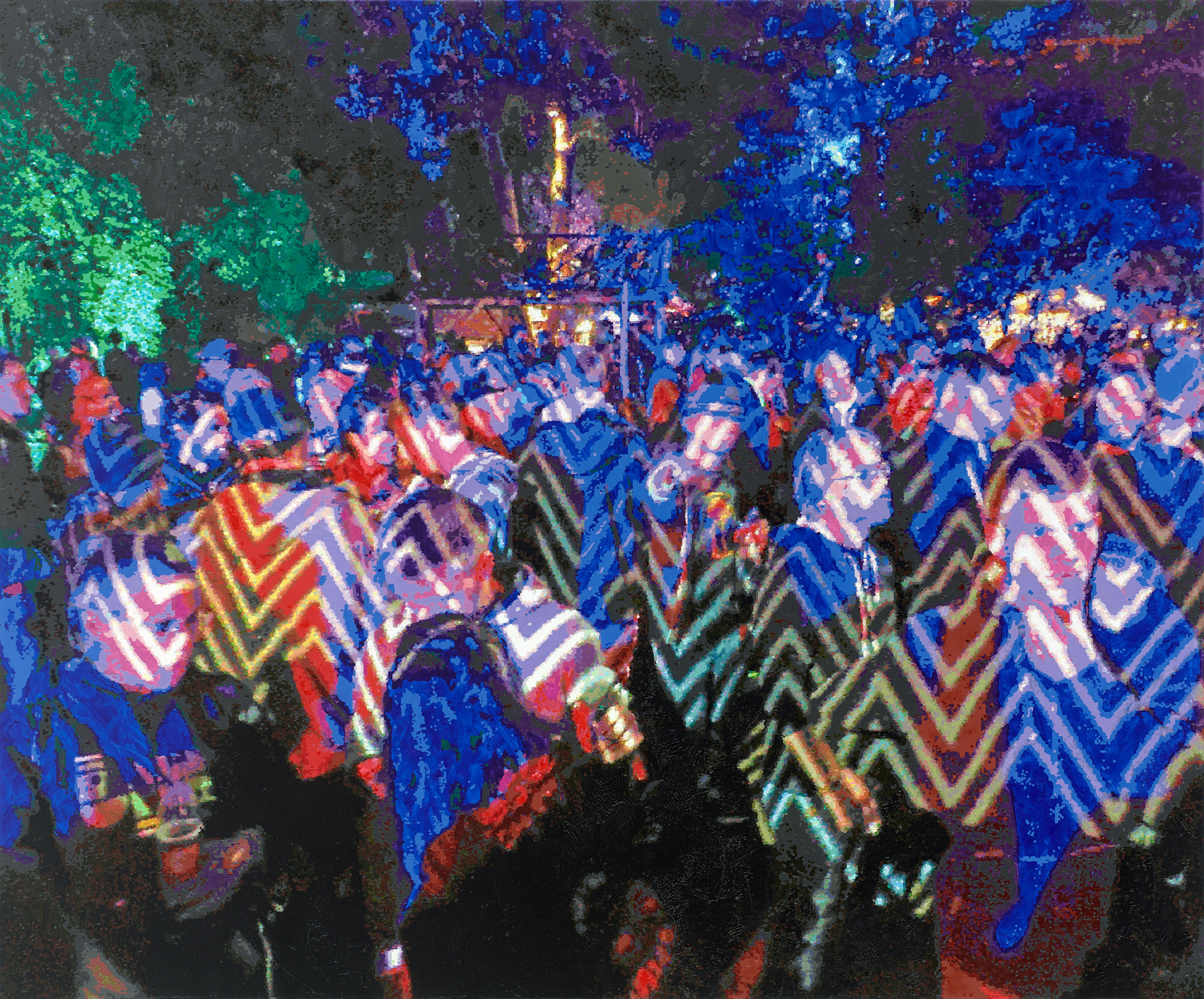
Рёмер + Рёмер «Вечерные заключенные», 2014

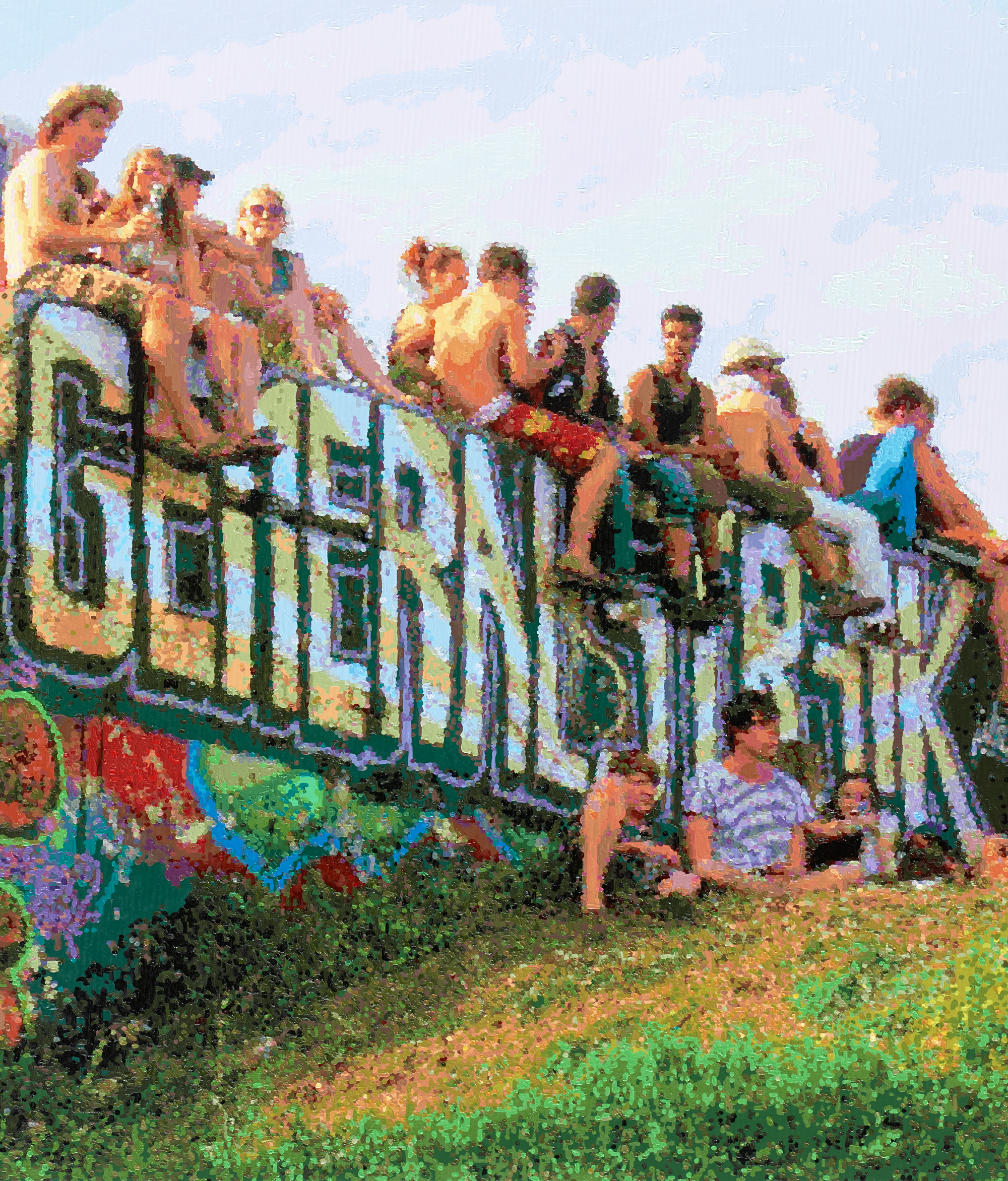
Рёмер + Рёмер «Всеобщая забастовка», 2015 (деталь)

Творчество Рёмер + Рёмер включает живопись, фотоискусство, цифровое искусство, графика и перформанс. Кроме того, они организуют и курируют выставки. Работа с цифровыми изображениями определяет их характерный стиль и живописную технику. Трансформация собственных фотографий в большеформатные панно производится в несколько этапов. Мотивы разбиваются на цветовые зоны и тысячи тонированных точек (пикселей), которые на определённом расстоянии складываются в художественный образ. При приближении к холсту объекты теряются в абстрактной цветовой игре, и реалистичное изображение оборачивается иллюзией. В отличие от пуантилизма импрессионизма, основанного на теории цветового восприятия, тонированные пиксели воспроизводят цифровое представление изображений в эпоху селфи.
1998—2006 гг. Рёмер + Рёмер курируют проект M°A°I°S, организуя серию выставок, преимущественно в бункерах Второй мировой войны, что во многом определяет их историческую и политическую направленность. Например, берлинская выставка Свободная воля (2005) открывается вступительной речью Михаила Горбачёва на тему 20-летия гласности. Выставка НА КУРОРТ! — Русское Искусство сегодня (2004) в Государственной Кунстхалле Баден-Бадена проводит параллель с русскими посетителями времен Российской империи. При этом акцент делается не на истории, а на её художественном осмыслении эстетическими средствами. С оптимизмом наблюдая мульти-культурное обновление берлинской жизни, арт-дуэт отразил мироощущение молодого поколения. Этому посвящены живописные циклы Кафе—Бистро—Столица, Вы не придете сюда босиком и Смысл жизни. Под впечатлением от террористических атак 11 сентября 2001 года, Рёмер + Рёмер создают серию Бесконечная справедливость с логотипом НАТО, арабскими цитатами из Корана, эмблемой Бундесвер и своими автопортретами, экспериментируя с медиа-живописью, компьютерной графикой, трафаретной печатью и офортом. Вслед за тем в Берлине, Бохуме, Дюссельдорфе, Турине, Майами и Владивостоке они осуществляют перформанс в паранджах, также посвященный теме терроризма. В 2003/2004 гг. Рёмер + Рёмер приобретают известность благодаря немецко-российскому перформансу Поцелуй. Сюжет любви представлен и в их других проектах, например, в интерактивном кубе Свидание вслепую, Адам & Ева Лотерея.
2008 дуэт много путешествует по всему миру, собирая материал для художественного воплощения идеи глобализированного мира. Большие серии картин посвящены Китаю (Косплей в Пекине, 2009), Японии (Фудзияма: 50 видов из поезда, 2009), Южной Кореи (Прилив, 2010), Франции (Парижский пригород, 2010), Израилю (2011), Англии (Гей-парад в Брайтоне, 2011), Бразилии (Самбодром, 2013).
2013—2016 гг. создается цикл о ежегодном музыкальном фестивале ФУЗИОН, проходящем на территории бывшего советского военного аэропорта в Мекленбург-Передней Померании. Цикл отражает коллективизм в оторванном от благ цивилизации сообществе, что сами организаторы союза Kulturkosmos e.V. называют коммунистическими каникулами. В 2017 арт-дуэт отправляется в пустыню штата Невада, США на фестиваль Burning Man. По впечатлениям создается монументальный цикл с огненными, световыми и футуристическими инсталляциями и машинами, пожарами и вечеринками в эфемерном городе Black Rock City.

## Выставки (отбор)
- 2019 Burning Man — Electric Sky, Haus am Lützowplatz, Berlin, Germany
- 2018 Face to Face — Gesichter der Sammlung Hense [Faces of the Hense Collection], Kunsthalle Hense, Gescher, Germany (GE)[5]
- 2018 Sturmhöhen [Wuthering Heights], Schafhof — Europäischen Künstlerhaus Oberbayern, Freising, Germany (GE)
- 2017 Generalstreik [General Strike], Kunstverein Münsterland, Coesfeld, Germany
- 2017 ¿Qué dices? [What did You Say?], Espronceda, Barcelona, Spain[6]
- 2017 Kiss — From Rodin to Bob Dylan, Bröhan-Museum, Berlin Germany (GE)
- 2017 Wilhelm-Morgner-Preis Ausstellung [Wilhelm Morgner Prize Exhibition], Museum Wilhelm Morgner, Soest, Germany (GE)
- 2017 Under Construction, Schau Fenster, Berlin, Germany (GE)[7]
- 2017 Painting is Dead. Long Live Painting, CCA Andratx, Mallorca, Spain (GE)
- 2016 Party Sträflinge [Party Prisoners], Kunstverein Kunstkreis Hameln, Hameln, Germany
- 2015 56. Biennale in Venedig, National Pavillon of Mauritius (GE)[8]
- 2015 Hamster — Hipster — Handy. Im Bann des Mobiltelefons [Hamsters, Hipsters and ‘Handys’ — Under the Spell of the Mobile Phone], Museum Angewandte Kunst, Frankfurt a. M., Germany (GE)
- 2014 Party Löwe [Party Lion], Freight+Volume Galerie, New York, USA[9]
- 2014 Alles für Alle [Everything for Everyone], Richard-Haizmann-Museum, Niebüll, Germany[10]
- 2013 Face to Face, Zhan Zhou International Center of Contemporary Art in Beijing, China
- 2013 Russisches Berlin [Russian Berlin], at the White Nights Festival, Central Exhibition Hall, Perm, Russia (GE)[11]
- 2013 Sambódromo, Michael Schultz Gallery, Berlin, Germany
- 2012 Punkt-Systeme — Vom Pointillismus zum Pixel [Dot Systems — From Pointillism to Pixels], Wilhelm-Hack-Museum, Ludwigshafen, Germany (GE)
- 2012 Menschenbilder — Der internationale Lucas-Cranach-Preis [Human Images — Lucas Cranach Prize], Cranach-Foundation, Wittenberg, Germany (GE)[12]
- 2012 Megacool 4.0 — Jugend und Kunst [Youth and Art], Künstlerhaus Wien|Künstlerhaus Vienna, Austria (GE)
- 2011 salondergegenwart, Hamburg, Germany (GE)[13]
- 2011 Biennale of Contemporary Art, D-O ARK Underground (im ehemaligen Tito-Bunker), Konjic, Bosnien-Herzegowina (GA)[14]
- 2011 Monte Verita, Kunstverein Montez, Frankfurt, Germany (GE)[15]
- 2010 O tu mir das nicht an, Kunsthalle Rostock, Germany[16]
- 2010 Fighting for freedom, Gwangju Art Museum, Gwangju, South Korea[17]
- 2010 Inter-cool 3.0 — Jugend Bild Medien, Hartware MedienKunstVerein, Dortmund, Germany (GE)
- 2009 Terrorist No 1, Heidelberger Kunstverein, Germany[18]
- 2009 Based on a true story, Today Art Museum, Beijing, China[19]
- 2009 Second life in Peking, Mathias Kampl Gallery, Munich, Germany[20]
- 2009 Gemeinsam in Bewegung — Zeitgenössische Kunst aus Deutschland und China [On the Move Together — Contemporary Art from Germany and China], Wuhan Art Museum, Wuhan, China (GE)
- 2007 Sense of Life, Hyundai Gallery, Seoul, South Korea[21]
- 2006 Café-Bistro-Hauptstadt', Michael Schultz Gallery, Berlin, Germany
- 2005 Emergency Biennale in Chechenya — a suitcase from Paris to Grosny, Palais de Tokyo, Paris, France (GE)
- 2005—2008 Ten further stations of the Emergency Biennale[22]: Matrix Art Projects, Brussels/ Belgium; Eurac-European Academy of Bolzano/ Italy[23]; Isola Art center, Milan/ Italy; Neatliekama Biennale, Riga/ Latvia; Tallin Art Hall, Tallin/ Estland; Vancouver International Centre for Contemporary Asian Art, Vancouver/ Canada[24]; Plataforma, San Pedro Museo de Arte, Puebla/ Mexico; Istanbul Biennale/ Turkey; World Social Forum & CCA Playspace Gallery, San Francisco/ U.S.A.; Galeria Arsenal, Bialystok/ Polen (GE)[25]
- 2005 M°A°I°S VI — Der freie Wille [Free Will], Bunker unter der arena, Berlin, Germany (GE)[26]
- 2004 HA KYPOPT! Russische Kunst heute, Staatliche Kunsthalle Baden-Baden, Germany (GE)
- 2004 Paradise — International Forum of Art Initiatives, Neue Manege, Moscow, Russia (GE)[27]
- 2003 M°A°I°S V. Paradies, Bunker under Alexanderplatz, Berlin, Germany (GE)[28]
- 2003 International Festival of new technologies in contemporary art, St. Petersburg’s Center of Visual Arts, St. Petersburg, Russia (GE)
- 2002 Liverpool Biennale, Liverpool, UK (GE)[29]
- 2002 Big Torino, Torino Biennale, Turin, Italy (GE)[30]
- 2000 Eight Days A Week 2000 : Eurocard: Torsten and Nina in Liverpool, Graphic House, Liverpool, UK